# 마이클 앱티드

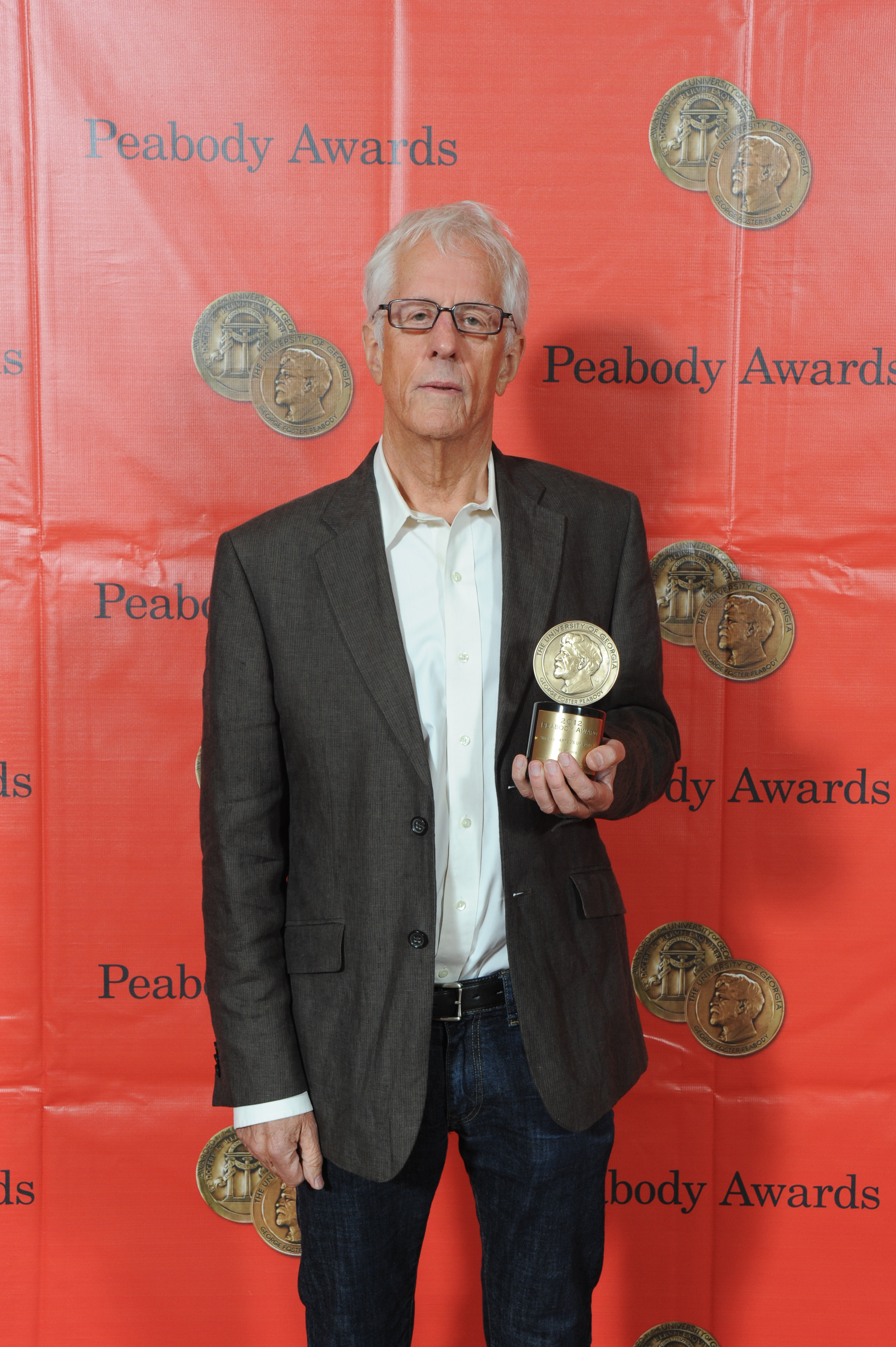
마이클 앱티드 (2013년)

마이클 앱티드(영어: Michael Apted, CMG, 1941년 2월 10일 ~ 2021년 1월 7일)는 잉글랜드의 영화 감독이다.

## 서훈
- 2008년 세인트마이클앤드세인트조지 훈장 3등급(CMG)[1]